# Тва
Тва или Батва је пигмејски народ, најстарији регистровани становници регије Великих језера у централној Африци. Они живе у данашњим државама Руанди, Бурундију, Уганди и источном делу Демократске Републике Конго. 2000. године они су бројали око 80.000, чинивши мањину у тим државама.
Народ Тва се битно разликују од Тутса и Хутуа. Они су народ ниског раста око 1,5 метара. Они су првобитно шумски становници који живе од лова и сакупљања. Народ тва обично говори особеном формом кињарванда језика.